# ホジェリ
ホジェリ(ウズベク語: Xo‘jayli / Хўжaйлиカラカルパク語: Хojeli / Хожелиロシア語: Ходжейли)はウズベキスタンのカラカルパクスタン共和国のホジェリ地区の町である。主都ヌクスの南西15km、トルクメニスタンのクフナ・ウルゲンチの北東25kmに位置する。ホジェリはアティラウ(カザフスタン最西部)と首都タシュケントに鉄道で繋がっている。2012年の人口は約11.1万人。